# Stevan Kragujević
Stevan Kragujević (Senta, 4. februar 1922 — Beograd, 17. april 2002) bio je jugoslovenski i srpski fotograf. Kragujević je jedan od najznačajnijih jugoslovenskih i srpskih fotoreportera i fotoumetnika.

## Zanat i profesionalni rad
Fotografijom se počeo baviti kao četrnaestogodišnjak. Učio je zanat u Senti, kod Martina Ronaija i Danila Jakšića.
U toku rata, Stevan je nastavio sa učenjem i napredovanjem. Družeći se sa iskusnim Gezom Bartom, u Novom Sadu, u njegovoj fotoprodavnici nabavio je jedanod prvih kolor filmova, i koristio ga samo za najdragocenije snimke. Tako je 1943. godine nastao i fotos “Guščarice”, mlade žene sa korpom i guskama, u vojvođanskom sokaku. Snimak je, pod nazivom “Motiv iz vojvođanskog sela”, publikovan na naslovnoj strani časopisa “Duga”, broj 313, koji je tako, 1950. godine, postao prvi naš ilustrovan časopis sa naslovnicom u koloru.
Bio je prvi fotoreporter Direkcije za informacije pri Predsedništvu SFRJ, koju je vodila, kao predstavnik za propagandu u inostranstvu, Eva Biro, a na čijem se čelu nalazio Vladimir Dedijer. Tada je nastao, između ostalog, i prvi zvanični portret Predsednika Tita, koji je 1950. godine načinio Kragujević, a koji je bio namenjen stranim ambasadama i dopisnicima. Snimak je sačuvan u Kragujevićevoj arhivi. Stevan je tokom kasnije karijere načinio bogat fond snimaka Predsednika Tita, prateći njegova putovanja u zemlji, posete radnim kolektivima, susrete sa stranim državnicima, radnicima, umetnicima, građanima, ili mladima, ali je, pored zvaničnih, osvario i niz antologijskih, nezvaničnih snimaka. Mnogi su ga, zbog svega toga, smatrali Titovim ličnim fotografom – što on nije bio.
Nakon tog perioda od 1949. do 1951. godine, je član elitnog tima fotoreportera Tanjuga od 1951. do 1953. godine, a od 1953. do penzionisanja, 1982. godine, fotoreporter i urednik fotografije dnevnog lista "Politika". 

Tokom rada u "Politici", posebno u njenom novijem periodu modernizacije (prelaskom u novu, današnju zagradu) obavljao je i druge značajne poslove - bio je rukovodilac Fotolaboratorije i Fotoslužbe ove kuće. Više godina je bio je šef fotoslužbe, prenosio iskustvo na mlađe kolege, organizovao dinamičan dnevni i noćni rad fotoredakcije, a posebno doprineo visokoj svesti o značaju čuvanja filmova i osnivanju bogate fotodokumentacije. Do odlaska u penziju bio je i urednik fotografije, koji je doprineo uvođenju novih rubrika u “Politici”, osobito onih koji su isticale punu vrednost i važnost fotografije (“U slici i reči”).

## Fotodokumentacija
Svojim bogatim delom sačinio je jedinstvenu dokumentarnu hronologiju o razvoju Jugoslavije, svedočeći, kao fotoreporter, o svim značajnim događajima iz politike, kulture, umetnosti i sporta. Prisustvovao, kao akreditovani novinar, od 1949. godine, sve do penzionisanja, svim događanjima u Skupštini Jugoslavije, partijskim kongresima i kongresima Sindikata, prvomajskim paradama i obeležavanju Dana mladosti, osnivanja Pokreta nesvrstanih (Brioni, 1956); i o studentskim nemirima 1968. godine, ili o prirodnim katastrofama i udesima (zemljotres u Skoplju 1963).
Galerija njegovih vrsnih portreta političara, državnika i krunisanih ličnosti polovine prošlog veka, koje su posećivale tadašnju Jugoslaviju (Nehru, Naser, Indira Gandi, Hruščov, Edvard Kenedi, britanska kraljica Elizabeta, grčki kraljevski par), ali i mnoge druge istaknute figure sveta nauke, književnosti, filma i sporta (američki kosmonaut Nil Armstrong, operska zvezda Mario del Monako, šahovski mag Robert Fišer, glumci Lorens Olivije, Žerar Filip, Iv Montan, Elizabet Tejlor, Orson Vels, Jul Briner), kao i brojni umetnici i legende domaće scene, muzičari, glumci, slikari i književnici – nobelovac Ivo Andrić, Branko Ćopić, Desanka Maksimović, Dobrica Ćosić, Vasko Popa -, čine posebnu poluvekovnu hronogiju života i zbivanja u nekada velikoj, zajedničkoj zemlji. Ne retko, ovi susreti pretvarali su se u životna Kragujevoćeva prijateljstva ( akademik dr Seli, književnici i prevodioci Stojan Vujičić, Zoltan Čuka, slikari Božidar Jakac, Lazar Vujaklija, Ilija Vitolić, Libero Markoni, Išvan Tot, Andruško Karolj, vajarke Vida Jocić, Mira Sandić, istoričar umetnosti Oto Bihalji Merin, i drugi ) a kontakti sa brojnim umetnicima, koji su želeli upravo portrete sa njegovim autorskim potpisom,(dirigent Đura Jakšić, kompozitor i gitarista Jovan Jovićić, violinista Branko Pajović, novinar Loni Davičo (zaslužan za Stevanov dolazak u „Politiku“) te pesnici Dušan Radović, i Oskar Davičo, stvarali su neponovljivu priču o međusobnoj podršci, saradnji i razumevanju.

### Galerija: Svedok vremena

#### Ivo Andrić u objektivu
- Ivo Andrić, 1961.
- Ivo Andrić sa suprugom Milicom Babić, na vest o dobijanju Nobelove nagrade, 1961.
- Ivo Andric u svom domu na vest o dobijanju Nobelove nagrade
- Ivo Andrić
- Ivo Andrić, portret
- Otkrivanje spomenika Ivi Andriću, Beograd, Andrićev venac
- Ispred Skupštine grada, Beograd,1961.
- Razgovori
- Sa gostima zvanično, 1961
- Sa gostima nezvanično, 1961
- Čestitke
- Čestitke
- Ivo Andrić u svom domu
- Ivo Andrić u svom domu

#### Episkop šumadijski Sava
- Episkop šumadijski Sava u mladosti
- U bašti svog doma u Senti
- U pratnji patrijarha Germana sa Titom i Jovankom Broz
- Sa majkom Milicom i ocem Vasom
- Sa majkom Milicom
- Ispred Vladičanskog dvora u Vršcu
- U rodnoj Senti
- Sa patrijarhom Pavlom
- Episkop šumadijski Sava 1996.

#### Josip Broz Tito
- Tito sa Savom Severovom i Ljubišom Jovanovićem
- Tito i učesnici predstave Otkriće, Dobrice Ćosica (Nikola Simić, Ljubiša Jovanović, Milan Ajvaz) 1964.
- Aleksandar Belić i Tito,1954.
- Miroslav Krleža i Tito,
- Koča Popović i Tito
- Tito i Edvard Kardelj

#### Poznati svetski umetnici
- Vitorio de Sika
- Mario Del Monako
- Elizabet Tejlor i Majkl Tod, u Beogradu
- Jul Briner u Sarajevu, 1969.
- Sidni Polak,1986.
- Filip Žerar, 1955.
- Doroti Dendridž i Alen Delon,1962.
- Silvana Mangano, Beograd, 1958.
- Doroti Dendridž,1962
- Alen Delon, Beograd, 1962.
- Iv Montan u Beogradu, 1957. godine
- Lorens Olivije, Džudi Denč, Džon Nevil, Džozef O'Konor u Beogradu
- Sergej Bondarčuk i Orson Vels, Sarajevo, 29. novembar 1969. godine. Premijera filma Bitka na Neretvi
- Kvartet Četra (Quartetto Cetra) u Beogradu.
- Luj Armstrong na koncertu u Beogradu
- Božidar Jakac,1983.
- J.B. Titо i Božidar Jakac,1970.
- Žorž Skrigin, Sutjeska,1958.
- Eva Krzizevska i Veljko Bulajić,1960.
- Reže Vitman u Senti,1943.
- Zita Selecki
- Entoni Kvin i Rober Osein u Beogradu 1969.
- Margot Fontejn u Beogradu, 1954.
- Suzan Strazberg

#### Zaustavljeno vreme
- Olivera i Rade Marković, u drami Konak prema tekstu Miloša Crnjanskog, 6. oktobar 1959
- Milena Dravić
- Jovan Jovičić,gitara
- Ištvan Tot, holivudski vajar u rodnoj Senti
- Mira Sandić, 1975.
- Silva Košćina, Milena Dravić, Ljubiša Samardžić, Bata Živojinović, Bitka na Neretvi, premijera 29. novembra 1969.
- Marija Crnobori, Mata Milošević, U agoniji, drama Miroslava Krleže,1959.
- Marijan Lovrić, TV drama Adam i Eva,1963.
- Lazar Vujaklija, Izložba 1985.
- Oto Bihali Merin, slikar i istoričar umetnosti,1990.
- Dušan Skovran, dirigent,1954.
- Vlastimir Pavlović Carevac,1950.
- Djura Jaksić, dirigent, 1954.
- Marko Todorović kao Tito, 1986.
- Radojka i Tine Živković
- Sava Jeremić, narodni umetnik
- Bratislav Grbić
- Bratislav Bata Grbić
- Veljko Bulajić, 1969. godine
- Lola Novaković
- Ljuba Tadić i Stole Aranđelović
- Senka i Bisera Velentanlić
- Radmila Karaklajić, 1963.
- Lepa Lukić
- Rade Marković i Bojan Stupica
- Vera Šegan, Mira Stupica i Mira Trailović
- Mira Alečković i Stevan Bodnarov,1982.
- Mira Trailović i Petar Volk
- Milan Srdoč
- Olga Skovran i Dušan Skovran
- Momčilo Baljak
- Nil Armstrong u Beogradu,1969.
- Milojko Drulović, direktor Politike, 1987.
- Moša Pijade i Aleksandar Ranković, Narodna skupština, 1955.
- Moša Pijade polazak za London i Pariz, februar 1957.
- Ivan Stambolić, maj 1986.
- Milovan Đilas, 1950.
- Mića Popović i Lazar Vujaklija
- Slobodan Penezić Krcun
- Koča Popović
- Petar Stambolić
- Koča Popović, Mijalko Todorović, Slobodan penezić Krcun na Sutjesci 1958.
- Živojin Žika Minović, novinar i Ivan Stambolić
- dr Ivan Ribar
- Jurij Gustinčič, 1950.
- Branko Pešić
- Latinka Perović i Marko Nikezić
- Patrijarh srpski German
- Patrijarh srpski Pavle
- Milivoj Jugin
- Pavel Popovič, sovjetski kosmaonaut sa Milivojem Juginom u poseti Beogradu
- Aleksandar Bakočević
- Brana Crnčević
- Milan Panić i Dobrica Ćosić

#### Poznati svetski političari u poseti Beogradu
- Entoni Idn u Beogradu
- Trigve Li, prvi Generalni sekretar UN
- Grcki kralj Pavle i Frederika od Hanovera, u vozu za Beograd
- Arhiepiskop Makarios III
- Princ Jemena El Baden i Svetozar Vukmanović Tempo, 1957.
- Indira Gandi, 1967.
- Mohamed Reza Pahlavi, 1973.
- Ho Ši Min i Tito, 1957.
- Sukarno, Tito i Jovanka Broz, 1958.
- Janoš Kadar i Tito, 1973.
- Fidel Kastro
- Džavaharlal Nehru
- Gamal Abdel Naser
- Moamer el Gadafi
- Ričard Nikson
- Vili Brant
- Edvard Ted Kenedi
- Gamal Abdel Naser, na Terazijama u Beogradu
- Brežnjev i Tito u Beogradu, 15. novembra 1956.
- Nikolaje Čaušesku

#### Velikani pisane reči
- Pesnici Vasko Popa,Mira Alečković,Tanja Kragujević, Jubilarna plaketa grada Beograda 1944-1984.
- Branko Ćopić
- Desanka Maksimović, dodela Sedmojulske nagrade, 1964.
- Oskar, Jaša, Loni Davičo, 1951.
- Slobodan Marković,Libero Markoni, 1983.
- Dobrica Ćosić, 1961.
- Dušan Kostić,1959.
- Milan Bogdanović, prvi s leva
- Stevan Raičković, Senta, 1995.
- Ivo Andrić i Branko Ćopić
- Vasko Popa, 1990.
- Lajoš Lederer
- Žan Kasu
- Ivo Andrić i Dobrica Ćosić

#### Branko Ćopić-fotopriča
- U susretu sa mladima, 1953.
- Književno veče, 1980.
- Sa glumcem Tomom Kuruzovićem
- Tomo Kuruzović kao Ćopićev junak
- Branko Ćopić i Nikola Karaklajić

#### Premijera filma Vesna, 1953. godina
- reditelj František Cap i nosioci glavnih rola na premijeri u Beogradu, 1953.
- Reditelj František Cap i glavna glumica Metka Gabrijelčič, premijera filma u Beogradu, 1953.
- Metka Gabrijelcic i Franek Trefalt
- Metka Gabrijelčič, premijera filma Vesna, u Beogradu 1953.
- Metka Gabrijelčič, nakon premijere filma Vesna u Beogradu, 1953.

#### Velemajstori sporta
- Vera Nikolić, svetska i evropska šampinka u atletici, u razgovoru sa predsednikom Titom 1968.
- Bobi Fišer u Beogradu, 1970.
- Bobi Fišer u Beogradu
- Svetozar Gligorić, šahovski velemajstor u Senti, 1982.
- Meč Gligorić-Resevski, Turnir nacija, Dubrovnik 1950.
- Rajko Mitić u razgovoru sa Titom, 1960.

## Izložbe
Učestvovao je na brojnim međunarodnim i jugoslovenskim izložbama, a bio je autor i posebnih, autorskih, najčešće posvećenih rodnoj Senti. Prva njegova samostalna izložba Sto fotografija Stevana Kragujevića održana je u rodnom gradu Senti, od 28. aprila do 5. maja 1956. Poslednja izložba, u Muzeju grada Sente, marta 2000, nadomak jubilarnih 65 godina Stevanovog bavljenja fotografjom – simbolično je zaokružila njegovo delo.
Povodom veka od rođenja i dvadeset godina od smrti Stevana Кragujevića, u Muzeju grada Sente otvorena je 20. maja 2022. godine izložba „Stevan Кragujević, jedan senćanski hroničar i svetlopisac”. Izložbu su otvorili Tanja Кragujević, pesnikinja i Atila Pejin, kustos, istoričar Gradskog muzeja u Senti. Predstavljen je Zavičajni legat Stevana Кragujevića, koji čine najznačajnije, legendarne fotografije Stevana Кragujevića, kao i uspomene na godine učenja fotozanata i zavičajni ambijent, ali i druženja sa znaćajnim senćanskim umetnicima od kojih su neki postigli svetski ugled i slavu (Кarolj Andruško, Ištvan Tot), a čiji su pokloni Stevanu takođe sastavni deo ovog Legata.

## Cenjen rad
O Stevanu Kragujeviću su pisali: akademik prof. dr Išvan Seli, majstor fotografije i antologičar fotografije Borivoj Mirosavljević, istoričari fotografske umetnosti prof. dr Milanka Todić i Goran Malić, istoričar umetnosti Atila Pejin, književnici Živojin Pavlović, Jovica Aćin, Draginja Ramadanski i Vasa Pavković, publicisti Momčilo Stefanović, Dušan Đurić, Budimir Potočan, istaknuti novinari, savremenici i kolege: Borko Gvozdenović, Milinko Stefanović, Đorđe Bukilica, Stevan Labudović, Dragan Mitrović, Predrag Milosavljević, Ana Lazukić, Ištvan Nemet, Milorad Mitrović i drugi.
Jedna od najznačajnijih knjiga o životu i radu Stevana Kragujevića, objavljena je posthumno, i obeležila je godišnjicu odlaska ovog vrsnog fotoreportera i foumetnika. Fotomonografiju Prostor večnosti, fotomonografija o životu i radu Stevana Kragujevića priredio je Borivoj Mirosavljević, a u ediciji “Zlatno oko” objavio Foto i kino savez Vojvodine, Novi Sad, 2003, uz podršku Skupštine opštine grada Sente. Knjiga je promovisana aprila 2003. godine u Senti, Beogradu i Novom Sadu, uz prateće izložbe sa akcentima na najvažnijim fotosima i momentima iz života i rada Stevana Kragujevića.

## Autorski rad u izdanjima

### Knjige sa radovima Stevana Kragujevića
- Turnir nacija, IX šahovska olimpijada, Dubrovnik. Izdanje Šahovskog saveza Jugoslavije, 1950.
- Tanja Kragujević: Vratio se Volođa. Edicija Prva knjiga, Matica srpska, Novi Sad. Sa fotografijama Stevana Kragujevića, 1966.
- Narodna biblioteka Srbje - Vodič. Izdanje Narodne biblioteke Srbije. (Izuzev fotosa iz istorijata Biblioteke i reprinta starih rukopisa, sve fotose novog zdanja Narodne biblioteke, svečano otvorene za javnost 6. aprila 1973. godine, načinio je Stevan Kragujević) 1973.
- Momčilo Stevanović: Titov putokaz. Fotografije Stevan Kragujević. Dečje novine, Gornji Milanovac, 1977.
- Momčilo Stefanović, Stevan Kragujević: Ljubav bez granica. Tito i pioniri. Izdavač: NIRO Mladost, Beograd. Suizdavač: Savet Saveza pionira Jugoslavije. Oprema: Nenad Čonkić, Beograd, 1980.
- Mirko Arsić, Dragan R. Marković: '68.Studentski bunt i društvo. Fotografije Stevan Kragujević. Novinska organizacija “Prosvetni pregled”, Beograd, Istraživačko-izdavački centar SSO Srbije. Urednici: Milivoje Pavlović, Velimir Ćurgus Kazimir]]. Recenzenti: Dušan Janjić, Karel Turza. Grafička i likovna oprema: Brano Gavrić. Fotografije Stevan Kragujević. Beograd, 1984.
- Kragujević. Senta koje više nema. Sa stihovima Tanje Kragujević iz zbirke Pejzaži nevidljivog. Povodom 300-te godišnjice bitke kod Sente. Kulturno-obrazovni centar "Turzo Lajoš" i štamparija "Udarnik" Senta, 1997.
- Mr Ksenija Šukuljević Marković: Slobodan Marković 1928-1990. Pesnik, slikar, novinar. Povodom 20 godina od smrti. Službeni glasnik Beograd, 2011.
- Tanja Kragujević: Staklena trava. Sedam pesama na sedam jezika (srpski, i prevodi na: francuski, nemački, grčki, mađarski, italiljanski, japanski i španski). Agpra Zrenjanin. Fotografija na koricama Stevan Kragujević Put kroz ravnicu 2012.
- Tanja Kragujević: Od svetosti, od prašine. Pesme. Fotografija na korici: Stevan Kragujević, Prolaz. Umetnička akademija Istok Knjaževac, 2014.
- Tanja Kragujević: Efekat leptira. Kulturni centar Novog Sada. Fotografija na korici: Stevan Kragujević Beograde dobro jutro 2016.
- Tanja Kragujević: Efekat leptira. Ratkovićeve večeri poezije Bijelo Polje. Fotografija na korici Stevan Kragujević 2018.
- Vladimir Roganović: Andrić u Herceg Novom Balkankult fondacija Beograd, Opština Herceg Novi, uz širi fond fotografija iz različitih izvora. Fotografije Stevana Kragujevića (kako je i naznačeno), koji se nalaze na stranicama 6, 19, 46, 65, 69, 74, 90, uz belešku na strani 18, koja navodi svedočenje Tanje Kragujević o priči njenog oca, kako je sreo Ivu Andrića, na dan prolašenja dobitnika Nobelove nagrade i čestitao mu – pre nego što je on bilo šta znao o tome, 2018.
- Agenda, povodom stogodišnjice ujedinjenja jugoslovenskih naroda, Pregled najznačajnijih događaja iz jugoslovenske političke istorije, Muzej Jugoslavije. Stevan Kragujević: Dobrica Ćosić i Milan Panić; Ivan Stambolić; Ivo Andrić, u susretu sa novinarima (fotosi iz Fonda Muzeja Jugoslavije) 2018.
- Tanja Kragujević: Extravaganza. Pesme. Pogovor Slavko Gordić. Fotografija na koricama: Stevan Kragujević Rasuta svetlost, senke, Beograd“. Izdavači: Čigoja štampa i autor, Beograd, 2019.
- Zoran Avramović: Dobrica Ćosić između politike i književnosti. Zavod za izdavanje udžbenika, Beograd, Fotografija na koricama: Dobrica Ćosić, ranh pedesetih, autor fotografije Stevan Kragujević 2019.

### Značajna izdanja sa radovima
- SKOPJE, 1963. Urednik: Jovan Popovski. Crtež na ovitku izradio Vasilije Popović-Cico. Fotografije: Kiro Georgievski, Blagoja Drnkov, Kiro Bilbilovski, Cvetko Ivanovski, Slave Kaspinov, Edo Meršinjak, Kočo Nedkov, Foto “Nova Makedonija”, Nikola Bibić, Jovan Ritopečki, Gogo Popov, Aleksandar Minčev, Steva Kragujević, Drago Rendulić Izdavač: Agencija za fotodokumentaciju, Zagreb, 1963.
- YUGOSLAV FEDERAL ASSEMBLY. Belgrade, 1965. Board of Editors: Živan Mitrović, Branko Kostić, Dragoljub Đurović. Editor: Dragoljub Đurović. Photographs by: Miodrag Đorđević, Stevan Kragujević. Lay-out by: Ante Šantić. Translated by: DR Marko Pavičić. Published by: “Mladost”, Beograde, Maršala Tita 2. Štampa: Grafičko preduzuće “Slobodan Jović”, Beograd.
- SKUPŠTINA SFRJ, Beograd, 1978. Izdaje: Sekretarijat za informacije Skupštine SFRJ. Pripremili i uredili Aleksandar Petković, Dragoljub Đurović. Sarađivali: Branko Kostić. Željko Škalamera (na tekstu o zgradi Skupštine SFRJ). Fotografije: Miodrag Đorđević, Ivo Eterović, Stevan Kragujević, Tomislav Peternek, Žorž Skrigin, Tanjug. Tehniči urednik Sveta Mandić. Izdavač: “Turistička štampa “, Beograd. Štampa: Beogradski izdavačko-grafički zavod, Beograd.
- TITO U PRIRODI I LOVU. Izdavač: Izdavačko instruktivni biro, Zagreb. Monogorafiju pripremilo Beogradsko lovačko društvo, Beograd.1980.
- TITO. ILUSTROVANA BIOGRAFIJA. Uvod: Pavle Savić. Tekst: Rajko Bobot. Recenzent: Jovo Kapičić. Umetnički urednik Miodrag Vartebedijan. Fotografije:Branibor Debeljković, Ivo Eterović, Džon Filips, Historijski arhiv Bjelovar, Radovan Ivanović, Duško Jovanović, Stevan Kragujević, Mirko Lovrić, Dimitrije Manolev, Muzej grada Beograda, Muzej revolucije naroda i narodnosti Jugoslavije, Milan Pavić, Miloš Rašeta, Žorž Skrigin, Aleksandar Stojanović, Filmoteka Osjek, Foto Tanjug, Žirovrad Vučić. Izdavaći: Jugoslovenska revija. Beograd, Vuk Karadžić, Beograd. Štampa: Mladinska knjiga, Ljubljana, 1980, 1981.
- TITO U KRUŠEVCU. Bagdala, Kruševac, 1981.
- Đorđe Kablar: Crvena kolonija. Povodom 40. godišnjice pobede nad fašizmom. Senta. Deo fotografija snimio Stevan Kragujević. 1985.
- PISAC U FOTOGRAFIJI. IVO ANDRIĆ 1892-1975. Povodom izložbe Muzeja grada Beograda i Salona fotografije. Izdavač: Muzej grada Beograda, posebna izdanja, 1985.
- Radovan Popović: Ivo Andrić, Život. Autori fotografija: Piotr Barqcz, Foto Tanjug, Mladen Grčević, RTV Beograd, Vojni muzej JNA, Arhiv grada Beograda, Đorđe Popović, Dimitar Manolev, Stevan Kragujević, Rade Milojković, A. Aškania, Nikola Bibić, Budim Budimovski, Vojislav Beloica, Arhiv Josipa Broza Tita, Gvozden Jovanić, i drugi, neoznačeni autori. Zadružbina Ive Andrića, Beograd, 1988.
- Živojin Pavlović: Ispljuvak pun krvi. Biblioteka Zabrane! Kolo 1, knjiga 1. Urednik Miroslav Dereta, Dijana Dereta. Grafički atelje Dereta. Likovno grafička oprema: Živojin Pavlović, Miroslav Dereta, Neboša Rogić. Fotografija – korice, Stevan Kragujević. Beograd, 1990.Fotografije u knjizi: Stevan Kragujević, T. Peternek, D. Konstantinović, S. Sulejmanović, Ž. Pavlović, P. Otoranov
- Dragan Vlahović, Nataša Marković : Jovanka Broz – Život na dvoru. Fotografije Dragutin Grbić i Stevan Kragujević. Biblioteka “Misterije politike”. Akvarius, Novi Beograd, 1990.
- Tija voda. Edicija "Istorija poljoprivrede, salaša i sela", XI knjiga. Glavni urednik prof. dr Veselin Lazić. Izdavač: Kulutrno-istorijsko društvo "Proleće na čenejskim salašima", PČESA, Novi Sad, 1995.
- Komšija pa Bog. Edicija "Istorija poljoprivrede, salaša i sela", XII knjiga. PČESA, Novi Sad, 1996. Glavni urednik Prof. dr Veselin Lazić. Urednici: Prof. dr Miloš Marjanović, Milan Grujić, književnik. Izdavač: Kulutrno istorijsko društvo “Proleće na čenejskim salašima”. Štampa: Mala knjiga, Novi Sad, Bulevar Vojvode Stepe 137. Novi Sad, oktobar 1996.
- Pavlović, Živojin: Ispljuvak pun krvi, Dnevnik ' 68. Dnevnici, knjiga treća. Prometej, Novi Sad, Kwit podium, Beograd, 1999.
- Petar Terzić: Sremac. Izdavač: Kulturno-obrazovni centar "Turzo Lajoš", Senta, 2002.
- Petar Terzić: Srpska čitaonica u Senti 1868-1957. Izdavač : PP Rapido, Senta, i Kulutrno-obrazovni centar "Turzo Lajoš", Senta, 2002.
- Borivoj Mirosavljević : Vojvodina. Predeli i ljudi. Dnevnik, novine i časopisi. Novi Sad, 2005.

### Antologije, zbornici, leksikoni
- Dragoljub Milivojević: “Politika” - svedok našeg doba 1904-1984. Narodna knjiga, Prosveta, Beograd. 1984.
- DVA VEKA SRPSKOG NOVINARSTVA. Institut za novinarstvo, Beograd, 1992.
- Borivoj Mirosavljević: Antologija fotografije Vojvodine, knjiga 1. Foto, kino i video savez Vojvodine, Novi Sad, 2000.
- Borivoj Mirosavljević: Antologija fotografije Vojvodine, knjiga 2, Foto, kino i video savez Vojvodine, Novi Sad, 2001.
- Borivoj Mirosavljević: Antologija fotografije Vojvodine, knjiga 3, Foto, kino i video savez Vojvodine, Novi Sad, 2002.
- Borivoj Mirosavljević: Antologija fotografije Vojovidne, knjiga 4, Foto, kino i video savez Vojvodine, Novi Sad, 2003.
- TANJUG, FOTO. 60 GODINA POSTOJANJA. Priredio Živorad Vućić. JP Novinska agenicija Tanjug. Beograd, 2003.
- STO FOTOREPORTERA POLITIKE. Vek Politike, 1904 – 2004. Publikacija povodom izložbe u Holu “Politike”, Beograd, 2004.
- Dušan Đurić: NOVINARSKI LEKSIKON, YU Marketing pres, Kompanija Novosti, Beograd, 2003.
- Borivoj Mirosavljević: Antologija fotografije Vojvodine, knjiga 5, Foto, kino i video savez Vojvodine, Novi Sad, 2004.
- Borivoj Mirosavljević: Antologija fotografije Vojvodine, knjiga 6, Foto, kino i video savez Vojvodine, Novi Sad, 2005.
- Goran Malić: Letopis srpske fotografije, 1939-2008. Fotogram, Beograd, 2009.
- Miško Šuvaković: ISTORIJA UMETNOSTI U SRBIJI, XX VEK. Drugi tom. Realizmi i modernizmi oko hladnog rata. O fotografiji: Jelena Matić/Fotografija socijalističkog realizma. Orion art, Beograd, 2012.
- ČUVARI USPOMENA I SVEDOCI ISTORIJE. FOTOREPORTERI VOJVODINE. GUARDIANS OF MEMORIES AND WITNESSES OF HISTORY. PHOTOJOURNALISTS OF VOJVODINA. Priredio Darko Dozet. Predgovor: Misija hrabrosti i podvig neponovljivosti, dr Draško Ređep; Slikom do istine, Borivoj Mirosavljević, majstor fotografije. Prevodi: Snežana Kovačić. Izdavač: Foto asocijacija Vojvodine. Dizajn i štampa Graphit plus doo. Novi Sad, 2014.

## Legati

### Legat u Muzeju Jugoslavije
Legat je osnovan prema želji i na osnovu donacija ćerke Stevana Kragujevića, pesnikinje Tanje Kragujević. Legat čine originalni negativi i fotografije, korpus knjiga i kataloga o Kragujeviću i onih sa njegovim fotografijama, kao i nekoliko desetina predmeta i dokumenata koji svedoče o njegovoj profesiji fotoreportera, ali i o saradnji i prijateljstvu sa brojnim istaknutim savremenicima iz Jugoslavije i sveta.
Prema podacima koje su izneli Neda Knežević i Radovan Čukić u svom stručnom radu („Legat Stevana Kragujevića u Muzeju Jugoslavije“), u časopisu „Kultura“ br, 167, oktobar 2020. (temat Institucija legata i kulturna politika u Srbiji), Legat čini 26000 do sada obrađenih pojedinačnih negativ-snimaka i 2913 fotografija Stevana Kragujevića.
Među snimcima koji na ovaj način obogaćuju fond fotografija Muzeja istorije Jugoslavije su snimci aktivnosti predsednika Josipa Broza Tita u zemlji, brojni portreti ostalih političara koji su obeležili drugu polovinu 20. veka, ali i snimci Studentskih demonstracija 1968. i političkih događaja u poslednjoj deceniji postojanja Jugoslavije.

## Nagrade i priznanja
Stevan Kragujević dobitnik je mnogih nagrada za svoju novinsku i umetničku fotografiju. Tu, između ostalih spadaju:
- Srebrna medalja grada Sente, oktobar 1967.
- Srebna medalja grada Sente, oktobar 1978.
- Zlatna medalja Sente, 8. oktobar 1982.
- Priznanje „Politike ”- Zlatni sat, 25. januar 1973.
- Spomen plaketa i diploma grada Beograda (trideset godina slobode, u znak priznanja za rad i zalaganje u izgradnji Beograda 1944-1974).
- Plaketa za 25 godina rada u novinarstvu Saveza novinara Jugoslavije
- Plaketa za 25 godina neprekidnog rada u NIP “Politika” 25. januar 1978.
- Zlatna medalja povodom jubileja “Politike”, 1944-1984.
- BEFU ’85 I WORLD BIENNAL OF PHOTOGRAPHY, BELGRADE, 19-october. 2nd November 1985.
- Zlatna značka “Politike”, povodom 80 godina Fotoslužbe “Poltke”, 1. februar 1987.
- Zlatni sat Josipa Broza Tita, 27. decembar 1979.
- Nagrada grada Sente, Pro Urbe, 9. septembar 2001.
- Nagrada „Svetozar Marković” Udruženja novinara Srbije, 13. juni 1996, za životno delo, “za stotine hiljada fotoreporterskih zapisa istorijske vrednosti i odanost profesiji”.

## Spoljašnje veze
- Stevan Kragujević/Zvanična prezentacija
- Spomen izložba
- Draginja Ramadanski /Pesnici tihosti
- Arhiv Beograda/Legat porodice Kragujević
- Kratka istorija Sente
- najvesti.com - Senta i Tisa Šticinom „lajkom” opevane
- Zaostavština koja se meri kilometrima („Politika“, 2. april 2015)
- Vesnik Nobelove nagrade („Politika”, 11. novembar 2021)